# Palmyra (New Jersey)
Pour les articles homonymes, voir Palmyra.
Le borough de Palmyra est situé dans le comté de Burlington, dans l’État du New Jersey, aux États-Unis. Sa population s’élevait à 7 398 habitants lors du recensement de 2010, estimée à 7 241 habitants en 2016.

## Source
- (en) Cet article est partiellement ou en totalité issu de l’article de Wikipédia en anglais intitulé « Palmyra, New Jersey » (voir la liste des auteurs).